# Estrella Cabeza
Estrella Cabeza Candela (Los Palacios y Villafranca, Andalucía, 20 de febrero de 1987 ) es una extenista española.
Anunció su retiro del tenis profesional en 2020.

## Títulos del Circuito ITF

### Individuales (13)
| $100,000 tournaments          |
| $75,000 tournaments           |
| $50,000 tournaments           |
| $25,000 tournaments           |
| $10,000 / $15,000 tournaments |

| N.º | Fecha                  | Torneo                          | Superficie    | Oponente                    | Resultado          |
| --- | ---------------------- | ------------------------------- | ------------- | --------------------------- | ------------------ |
| 1.  | 19 de junio de 2005    | ITF $10.000 Llerona, España     | Dura          | Justine Ozga                | 6–7(3–7), 6-4, 2-6 |
| 2.  | 14 de febrero de 2006  | ITF $10.000 Mallorca, España    | Tierra batida | Stella Menna                | 6-4, 6-1           |
| 3.  | 20 de marzo de 2006    | ITF $10.000 Sabadell, España    | Tierra batida | María José Martínez Sánchez | 6-3, 7-5           |
| 4.  | 3 de julio de 2006     | ITF $25.000 Valladolid, España  | Dura          | Monique Adamzak             | 2-6 7-6(3) 7-5     |
| 5.  | 23 de junio de 2008    | ITF $25.000 Guecho, España      | Tierra        | Chayenne Ewijk              | 6-4 6-4            |
| 6.  | 7 de julio de 2008     | ITF $25.000 Valladolid, España  | Dura          | Frederica Piedade           | 6-4 7-6(4)         |
| 7.  | 30 de agosto de 2010   | ITF $10.000 Mollerusa, España   | Dura          | Yevgeniya Kryvoryuchko      | 6-2, 6-4           |
| 8.  | 31 de marzo de 2011    | ITF $10.000 Madrid, España      | Tierra batida | Laura Ioana Andrei          | 6-3, 6-2           |
| 9.  | 4 de octubre de 2015   | ITF $10.000 Vall de Uxo, España | Tierra batida | Oleksandra Korashvili       | 7-6(5), 6-2        |
| 10. | 18 de octubre de 2015  | ITF $10.000 Melilla, España     | Dura          | María José Luque Moreno     | 6-3, 6-4           |
| 11. | 8 de noviembre de 2015 | ITF $10.000 Vinaroz, España     | Tierra batida | Noelia Bouzo Zanotti        | 6-2, 6-2           |
| 12. | 9 de abril de 2017     | ITF $15.000 Hammamet, Túnez     | Tierra batida | Fernanda Brito              | 6-3, 7-5           |
| 13. | Junio de 2018          | ITF $25.000 Barcelona, España   | Tierra        | Aliona Bolsova              | 6-2 6-3            |

### Dobles (16)
| $100,000 tournaments |
| $75,000 tournaments  |
| $50,000 tournaments  |
| $25,000 tournaments  |
| $10,000 tournaments  |

| N.º | Fecha                    | Torneo    | Superficie    | Pareja                     | Oponentes en la final                   | Resultado        |
| --- | ------------------------ | --------- | ------------- | -------------------------- | --------------------------------------- | ---------------- |
| 1.  | 1 de noviembre de 2004   | Mallorca  | Tierra batida | Adriana González Penas     | Karina Jacobsgaard Hanne Skak Jensen    | 6-3, 6-3         |
| 2.  | 5 de julio de 2005       | Guecho    | Tierra batida | Nuria Roig                 | Anna Gil Mares Tara Wigan               | 6-1, 6-0         |
| 3.  | 5 de julio de 2005       | Mallorca  | Tierra batida | Nuria Roig                 | Eleonora Ianozzi Stella Menna           | 3-6, 6-3, 6-1    |
| 4.  | 20 de marzo de 2006      | Sabadell  | Tierra batida | Nuria Roig                 | Marta Fraga María José Martínez Sánchez | 6-1, 6-1         |
| 5.  | 7 de mayo de 2007        | Monzón    | Tierra batida | Maria Emilia Salerni       | Irina Bremond Vesna Dolonc              | 6-2, 6-1         |
| 6.  | 30 de julio de 2007      | Vigo      | Dura          | Carla Suárez Navarro       | Ria Sabay Justine Ozga                  | walkover         |
| 7.  | 17 de octubre de 2011    | Sevilla   | Tierra batida | Lara Arruabarrena          | Leticia Costas Inés Ferrer Suarez       | 6-4, 6-4         |
| 8.  | 7 de junio de 2015       | Madrid    | Tierra batida | Cristina Sánchez Quintanar | Silvia García Jiménez Olga Sáez Larra   | 4-6 6-4 [10-7]   |
| 9.  | 5 de julio de 2015       | Prokuplje | Tierra batida | Alexandra Nancarrow        | Maryna Kolb Nadiya Kolb                 | 2-6 6-4 [10-6]   |
| 10. | 20 de septiembre de 2015 | Madrid    | Dura          | Cristina Sánchez Quintanar | Deborah Chiesa Isabelle Wallace         | 7-6(4) 7-5       |
| 11. | 27 de septiembre de 2015 | Madrid    | Dura          | Cristina Sánchez Quintanar | María José Martínez Olga Sáez Larra     | 6-4 6-3          |
| 12. | 17 de octubre de 2015    | Melilla   | Dura          | Oleksandra Korashvili      | Irene Burillo Isabelle Wallace          | 6-3 6-1          |
| 13. | 8 de noviembre de 2015   | Vinaroz   | Tierra batida | Oleksandra Korashvili      | Alicia Herrero Linana Ksenija Sharifova | 6-2 4-6 [10-5]   |
| 14. | 15 de julio de 2017      | Torino    | Tierra batida | Paula Cristina Goncalves   | Irene Burillo Yvonne Cavalle Reimers    | 5-7, 6-0, [10-8] |
| 15. | 22 de julio de 2017      | Imola     | Moqueta       | Paula Cristina Goncalves   | Eleni Kordolaimi Seone Méndez           | 6-3, 1-6, [10-3] |
| 16. | Abril de 2018            | Óbidos    | Moqueta       | Ángela Fita Boluda         | Freya Christie An-Sophie Mestach        | 7-6, 1-6, [10-6] |